# Ludvig 8. af Hessen-Darmstadt
Ludvig 8. af Hessen-Darmstadt (tysk: Ludwig VIII; 5. april 1691 – 17. oktober 1768) var landgreve af Hessen-Darmstadt fra 1739 til 1768. 

## Biografi
Han var søn af landgreve Ernst Ludvig af Hessen-Darmstadt og Dorothea Charlotte af Brandenburg-Ansbach. Han tiltrådte som landgreve ved sin fars død i 1739.
Ludvig var gift med Charlotte, som var datter af og arving til Grev Johan Reinhard 3. af Hanau. De fik følgende børn:
1. Ludwig 9. (1719-1790), landgreve af Hessen-Darmstadt 1768-1790.
2. Charlotte (1720-1721)
3. Georg Vilhelm (1722-1782)
4. Karoline Louise (1723-1783), gift 1751 med Markgreve Karl Frederik af Baden (senere storhertug af Baden)
5. Auguste (1725-1742)
6. Johan Frederik Karl (1726-1746)

## Eksterne links
- Wikimedia Commons har flere filer relateret til Ludvig 8. af Hessen-Darmstadt